# Židovský hřbitov v Chrudimi
Židovský hřbitov v Chrudimi, který se nachází vedle městského hřbitova na Novoměstské ulici, byl založen v roce 1889. Dochovalo se 103 náhrobních kamenů z let 1890–1940. Pohřbeni jsou zde např. učitel a rabín Mořic Goldschmidt, císařský rada Josef Brietenfeld a přednosta dopravního úřadu v Chrudimi Emil Fuchs. V roce 1999 byla zahájena rekonstrukce hřbitova. Hřbitov je dokladem existence a postavení početné chrudimské židovské komunity na přelomu 19. a 20. století. Areál je památkově chráněn.